# Estadio Germán Becker
El Estadio Municipal Germán Becker Baechler, más conocido simplemente como Germán Becker o Bicentenario Germán Becker, es un estadio multiusos ubicado en la ciudad de Temuco, capital de la región de la Araucanía, Chile. Su nombre recuerda al alcalde que construyó el recinto original, en 1965, y que lideró el fútbol profesional en la ciudad como presidente de Green Cross y Deportes Temuco. Es propiedad de la  Municipalidad de Temuco. Fue sede de la Copa Mundial Femenina de Fútbol Sub-20 2008, del Trofeo Mundial de Rugby Juvenil 2013 y la Copa América 2015. El club Deportes Temuco, de la Primera B de Chile, ejerce su localía en este recinto. La capacidad del recinto es de 18.100 asientos, después de la última remodelación efectuada en el año 2008.

## Historia

### Construcción
El antiguo estadio fue levantado por iniciativa del alcalde de la época, Germán Becker Bäechler, y construido por los trabajadores municipales; parte de la población penal de la Cárcel de Temuco, 180 reos, y con la ayuda de una constructora que fue pilar para la entrega rápida del recinto. Los trabajos comenzaron el 15 de marzo de 1964, para plasmar el proyecto de Enrique Estévez Sandoval, arquitecto de la Universidad de Chile, bajo la supervisión del ingeniero en Construcción Ernesto Salas Parker.
La motivación de fondo para llevar a cabo esta obra fue únicamente para que Deportes Temuco pudiese llevar a cabo sus partidos en condición de local, ya que desde 1960 y hasta 1964 aquella localía la ejercía en el Estadio Liceo de Hombres de Temuco (conocido como "El Bajo", actual Estadio Carlos Schneeberger), recinto de madera que carecía de las comodidades y capacidad necesaria para albergar partidos de fútbol profesional, por ello se proyectó la construcción de este nuevo recinto, construido exclusivamente para que Deportes Temuco jugase en él, ya que no había otro equipo de fútbol profesional en la región, y tampoco se le construyó pista atlética, por lo cual su único uso era acoger encuentros de fútbol del cuadro temuquense.

### Inauguración
El estadio se inauguró el 18 de marzo de 1965, bajo el nombre de Estadio Municipal de Temuco, con un cuadrangular en el que participaron Green Cross Temuco, Universidad Católica, Universidad de Chile y Colo-Colo.

El recinto fue escenario de uno de los partidos más memorables de la historia del fútbol chileno, el triunfo de Green Cross Temuco sobre la selección de la Unión Soviética en 1966 ante más de 31.000 personas (con ello se marcó el récord de asistencia de público para este estadio). La selección Soviética venía invicta después de jugar por el mundo, luego de ganarle a la selección de Chile, en el estadio Nacional de Santiago, (3 a 1) en su preparativo para el Mundial de Fútbol (en el cual después obtendría el 4.º lugar). En Temuco, el único tanto lo marcó Jorge Edgardo D'Ascenzo, quien batió a Víktor Bánnikov, ya que Lev Yashin (la "Araña Negra") estaba lesionado. Aprovechó una gran corrida de Urra por la banda izquierda, y cuando el arquero se arrodilló a tomar el balón, apareció como un rayo D'Ascenso, un metro antes del arquero, y con su botín izquierdo la desvió junto al palo. En el arco local se lució "Pancho" Fernández atajando todo lo que le tiró esa delantera goleadora que traía Rusia de los punteros Metrevelli y Mesjki y el centro delantero, Ponedelnik. Una vez concluido el encuentro, Lev Yashin, quien acompañó al equipo desde la banca, obsequió un par de guantes a Francisco Fernández como reconocimiento a su gran actuación. 

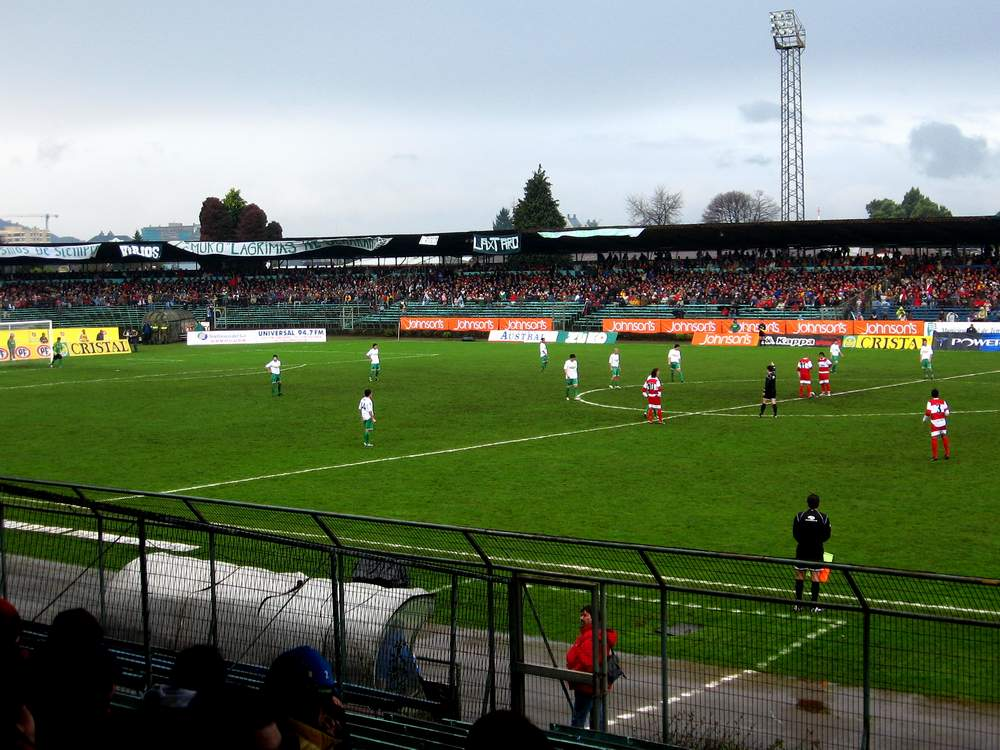
Aspecto del estadio antes de la remodelación.

 Este estadio fue catalogado por la prensa de la época como uno de los más hermosos de Chile, debido a su entorno rodeado de jardines y a que tenía una marquesina techada que cubría un 75% de las tribunas. Su capacidad original era de 30.000 espectadores, lo cual con los años se rebajó a 25.000 para dar más comodidad para los asistentes. Luego cruzar los portones de ingreso, tras unos pasos se subía una pequeña escalinata, que en un lado tenía hecho de flores el Escudo del Club y en el otro el escudo de la ciudad, y con flores blancas escrito Estadio Municipal de Temuco.

### Cambio de nombre
El 3 de diciembre de 1993 el estadio cambia su nombre a Estadio Germán Becker en honor y homenaje a todas las gestiones que realizó para poder construir el estadio en su calidad de alcalde de la ciudad, además de ser por muchos años y desde sus inicios, un comprometido presidente de Deportes Temuco.

### Cierre y reconstrucción
El 17 de noviembre de 2007, Deportes Temuco jugó el último partido por la Primera B, frente a San Luis, teniendo como resultado un 2-0 a favor del cuadro albiverde. A pesar del resultado, el equipo se mantuvo último en la tabla de posiciones y por lo tanto descendió a Tercera División.
El día 28 de noviembre de 2007 a las 20.00 horas, se jugó el último partido en el antiguo estadio. Se jugó un amistoso entre los equipos profesionales de Deportivo Temuco y Estudiantes de La Plata de Argentina. El resultado fue 0-2 para el equipo visitante. Con esto, el Germán Becker cerró sus puertas hasta el 5 de noviembre del 2008 en la parte deportiva, día en que se reinauguraría el estadio.

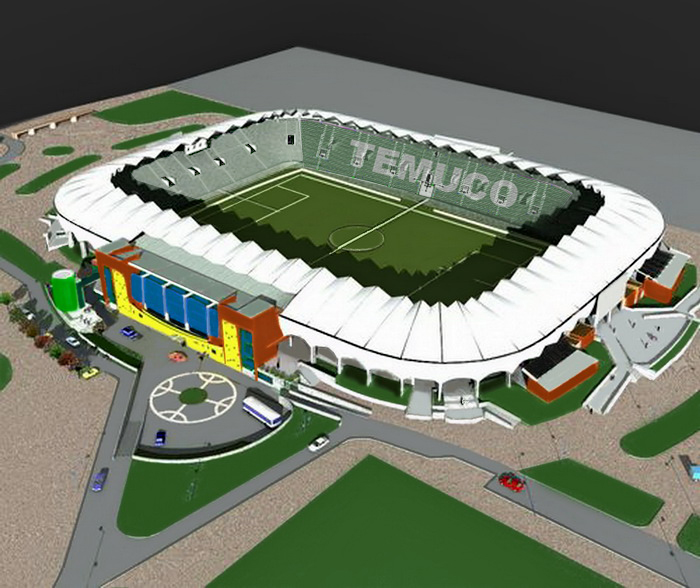
La infraestructura del estadio sería modificada por completo.

El año 2007, la ciudad de Temuco fue seleccionada como una de las cuatro sedes de la Copa Mundial Femenina de Fútbol Sub-20 de 2008, lo que implicó la demolición del antiguo Estadio Germán Becker, y a la construcción de uno totalmente nuevo a un costo de 16 866 360 960 de pesos chilenos (aproximadamente 30 416 766 de dólares), esto para poder cumplir con todos los estándares FIFA.
Los trabajos comenzaron en enero de 2008 y concluyeron el 30 de septiembre del mismo año, aunque hasta el día de su inauguración aún quedaban detalles por resolver.
La particularidad que presenta este estadio junto con los otros 3 estadios que se construyeron en paralelo, es la utilización de tensoestructuras para conformar la cubierta, sistema no usados con anterioridad en Chile para este tipo de recintos. La membrana que conforma la cobertura en el caso del Estadio Germán Becker es de tecnología francesa, con altas prestaciones que le permiten resistir de manera adecuada los intemperismos propios de la zona. Además las butacas son de color blanco grisoso (para que no queden murosas) y en tribuna Pacífico son verdes, en espacio vip son azules y en Andes está escrita la palabra "Temuco" con butacas verdes, esta fue una iniciativa de hinchas de Club de Deportes Temuco en una gran campaña de miles de firmas reunidas a mediados del año 2008.

### Reinauguración

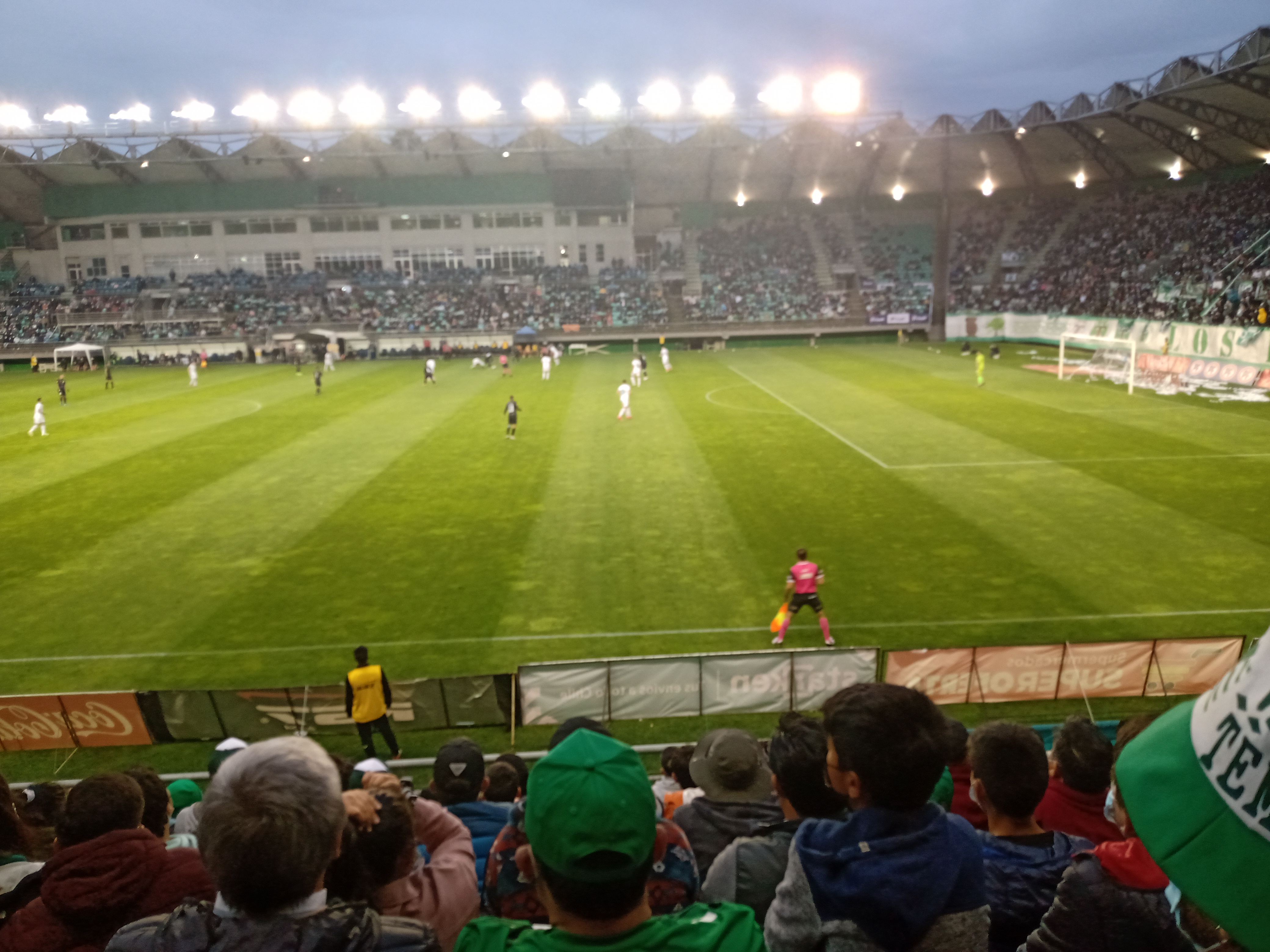
Partido entre Deportes Temuco vs Santiago Morning por Liguilla del torneo de Primera B 2021

El miércoles 5 de noviembre de 2008 es reinaugurado el recinto. Fue la propia Presidenta de la República Michelle Bachelet, y su “zapatazo mágico” quien encabezó la inauguración, en el cual se realizó un acto con la presencia de otras autoridades como el ministro de Obras Públicas Sergio Bitar, el ministro secretario general de Gobierno Francisco Vidal y el alcalde de Temuco Francisco Huenchumilla. Como hecho anecdótico quedará en la memoria colectiva que la presidenta Bachelet al dar el puntapié inicial, perdió su zapato el cual salió lanzado a varios metros de distancia. Los presentes se tomaron con humor el suceso, incluida la propia presidenta, quien quedó a pies descalzos en medio de la cancha.
Por la tarde, y ya en ausencia de la presidenta, se llevó a cabo el partido inaugural el cual fue animado con un partido amistoso disputados por dos equipos femeninos sub-20: Selección Chilena de fútbol femenino y su par de Uruguay. El resultado fue de 2-0 para el equipo Chileno ante 18 000 espectadores (lleno total). Los goles fueron convertidos por Karen Araya a los 30 minutos del primer tiempo por medio de tiro penal y recién iniciada la segunda etapa fue Andrea Zúñiga la que marcó el segundo gol para las dirigidas de Marta Tejedor.
El día miércoles 10 de diciembre de 2008 vuelve Deportes Temuco al Germán Becker, esta vez en Tercera División, jugando contra Iberia de Los Ángeles ante 16.000 espectadores. El partido finalizó 3-1 a favor del cuadro albiverde.
En el año 2009, el club Unión Temuco -cuyo fundador y propietario fue el exfutbolista chileno Marcelo Salas- hizo de local en este estadio en su partidos por la Tercera División del fútbol chileno; y desde 2010 hasta 2013, disputó aquí sus encuentros en la Primera B. A mediados de 2013 se fusiona con el otro equipo de la ciudad, el histórico Deportes Temuco, quedando así un equipo que represente a Temuco en el fútbol profesional y ocupando este recinto en la Primera B.

### Problemas de drenaje
La cancha del estadio Germán Becker comenzó a mostrar problemas en su drenaje a mediados del año 2010 (a tan solo un año y medio de su inauguración), debido a que en los meses de invierno, la gran cantidad de lluvia que caían en aquellos días, dejó ver las falencias en el drenaje del gramado en su lado norte y en el sector de bancas, por lo cual el Municipio de Temuco decidió cobrar la garantía a la empresa Socovesa, responsable de la construcción del nuevo coloso municipal en el año 2008. A causa de esto, el estadio estuvo cerrado por un mes, debido a los trabajos menores que se realizaron en diversos sectores de la cancha, con el fin de darle más estabilidad al drenaje.
En marzo de 2011, el Municipio de Temuco nuevamente evidenció falencias en el sector norte de la cancha, por lo cual se entrelazó en una serie de discusiones con la constructora Socovesa, para poder llegar a un acuerdo para la reparación de ésta. En el mes de julio de 2011, el estadio nuevamente fue cerrado por aproximadamente un mes, para la reparación de la cancha, lo cual incluía una serie de perforaciones y de introducción de arena al suelo de la cancha.
El 20 de agosto de 2013, el concejal por Temuco René Araneda, pone a la luz pública, lo que ya era un hecho aparente para la comunidad Temuquense, la cancha seguía con problemas de drenaje y esta vez ya no era sólo el sector norte el afectado, sino que un estimado del 60% de la cancha se encontraba con problemas deficientes en su drenaje, por lo cual era indispensable una solución definitiva a este problema, debido a ello incluso, el Municipio de Temuco y la empresa Socovesa se encontraban en juicio, ya que la Municipalidad alegaba la mala construcción de la cancha y Socovesa se excusaba alegando un mal mantenimiento de ésta.
El 12 de febrero de 2014 la Conmebol confirmaba a Temuco como sede para la Copa América 2015, por lo cual se hacía urgente una solución definitiva al problema del drenaje en el estadio, por lo cual la Municipalidad de Temuco llamó a licitación para la reconstrucción total de la cancha del Estadio Germán Becker, y tras dos declaraciones desiertas de licitación, finalmente el 22 de noviembre de aquel año, el estadio nuevamente fue cerrado y comenzaron los trabajos para la renovación de la cancha, lo cual consistía en la eliminación total de la antigua cancha, para dar espacio a la construcción de otra nueva, con un distinto y más moderno sistema de drenaje, de riego y de empaste, junto a un exigente programa de mantención, todo esto a cargo de la empresa "Julio Zegers y Compañía Limitada", con un costo total de $297 476 000 y una duración de obra de 8 meses.

### Incendio
El 31 de enero de 2015, pasadas las 19:00 horas, se decretó un incendio en una bodega destinada a primeros auxilios, ubicada en la Galería Cautín (sur) del Estadio Germán Becker, por lo cual Bomberos debió acudir al lugar para extinguir el fuego, el cual causó daños materiales de poca envergadura, ya que el material combustible en el lugar no era bastante y además la estructura del estadio es de cemento en aquel espacio. No se registraron personas lesionadas y preeliminarmente se informó que el incendio pudo ocurrir debido a un cortocircuito de un tablero eléctrico. Tras la investigación pertinente, el 2 de febrero, el alcalde subrogante de Temuco Pablo Vera informó que el incendio fue intencional, siendo dos menores de edad los responsables, grabados por las cámaras de seguridad del recinto.

## Eventos

### La Roja de Azkargorta: Chile vs Islandia
El 22 de abril de 1995, sólo tres días después de una dolorosa ante la Selección de Perú por 6-0 en Lima, la Selección Chilena de Fútbol dirigida por Xabier Azkargorta se midió ante su similar de Islandia, en un partido amistoso preparatorio para la Copa América 1995. El partido terminó empatado a un gol, destacando la anotación chilena por parte del oriundo de la ciudad Marcelo Salas.
| 22 de abril de 1995 | Chile     | 1:1 (0:1) | Islandia         | Estadio Germán Becker, Temuco                               |                                                             |
|                     | Salas 51' | Reporte   | 17' Gunnlaugsson | Asistencia: 10 337 espectadores Árbitro(s): Ernesto Filippi | Asistencia: 10 337 espectadores Árbitro(s): Ernesto Filippi |

### La Roja de proyección: Chile vs Cuba
El 16 de mayo de 2007, en el contexto de una gira de por Chile de la Selección de fútbol de Cuba, y luego de partidos ante la selección chilena en Osorno, ante Provincial Osorno y Deportes Temuco, culminó su trayecto por suelo chileno en una revancha ante el combinado chileno, dirigido por Nelson Acosta. El deslucido encuentro terminó en una victoria por 2:0 a favor de Chile, quien mostró renovados nombres con vistas a la Copa América 2007.
| 16 de mayo de 2007, 19:00 | Chile                        | 2:0 (1:0) | Cuba | Estadio Germán Becker, Temuco |                            |
|                           | Gutiérrez 51' · González 71' | Reporte   |      | Árbitro(s): Ricardo Grance    | Árbitro(s): Ricardo Grance |

### Copa Mundial Femenina Sub-20 de la FIFA de 2008
El estadio fue remodelado con motivo de la Copa Mundial Femenina de Fútbol Sub-20 de 2008, en la cual el Germán Becker de Temuco albergó 8 partidos del certamen mundialista. Entre esos encuentros, uno fue de los Estados Unidos (a la postre, campeonas del certamen) y tres de las finalistas Corea del Norte. Además, recibió el tercer y último partido de Chile por el grupo A, en el que las rojitas cayeron por 2 a 0 frente a Nigeria, ante 18 000 personas que repletaron el coloso de Avenida Pablo Neruda.
- Jueves 20 de noviembre, grupo D:  México 1-2 Noruega

- Jueves 20 de noviembre, grupo D:  Brasil 3-2 Corea del Norte

- Domingo 23 de noviembre, grupo D:  México 0-5 Brasil

- Domingo 23 de noviembre, grupo D:  Corea del Norte 3-2 Noruega

- Miércoles 26 de noviembre, grupo B:  Estados Unidos 0-2 China

- Miércoles 26 de noviembre, grupo A:  Chile 0-2 Nigeria

- Lunes 1 de diciembre, cuartos de final:  Brasil 2-3 Alemania

- Jueves 4 de diciembre, semifinal:  Francia 1-2 Corea del Norte

### La Roja de Bielsa en Temuco: Chile vs Venezuela
En marzo de 2010, a sólo un mes del Terremoto 8.8 richter que azotó la zona centro y sur de Chile, recibe a la Selección Chilena de Fútbol en un partido amistoso ante la Selección de Venezuela. En este encuentro La Roja, dirigida por Marcelo Bielsa, igualó sin goles ante la selección vinotinto.
Minutos antes del partido, fue homenajeado en la cancha el destacado exportero de la selección chilena y comentarista deportivo Sergio Livingstone, recibiendo una gran ovación, aplausos y todo el cariño del público que en esos momentos se encontraba en el Becker.
El duelo fue transmitido en vivo y en directo a todo Chile por Canal 13 (televisión abierta) y CDF Premium, además de salir para Venezuela con la emisión de la televisión venezolana.
El partido fue presenciado por el Presidente de la República de Chile Sebastián Piñera, el presidente de la ANFP Harold Mayne-Nicholls, el alcalde de Temuco Miguel Becker y el goleador histórico de la selección chilena Marcelo Salas, quienes estuvieron presentes en el Germán Becker para el cotejo.
Chile formó aquel día con: Luis Marín; José Pedro Fuenzalida, Hans Martínez y Gary Medel; Charles Aránguiz, Felipe Seymour y Rodrigo Millar; Esteban Paredes; Gonzalo Fierro, Eduardo Vargas y Emilio Hernández. Todos jugadores que militan en clubes del medio chileno, a excepción de Gary Medel, jugador de Boca Juniors de Argentina.
| 31 de marzo de 2010, 22:15 | Chile | 0:0 (0:0) | Venezuela | Estadio Germán Becker, Temuco   |                                 |
|                            |       | Reporte   |           | Asistencia: 18 500 espectadores | Asistencia: 18 500 espectadores |

### Final Copa Chile 2012/13

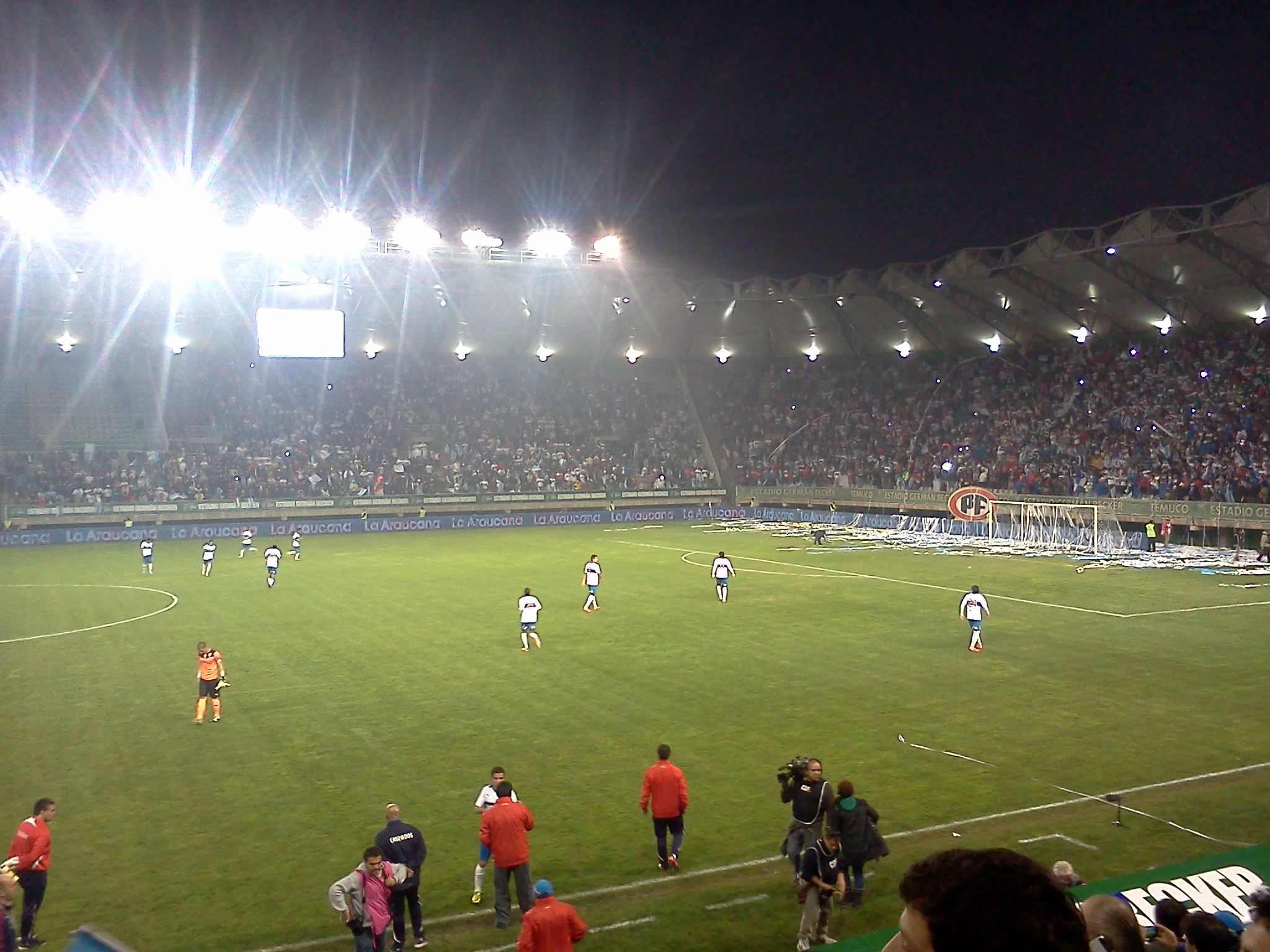
Final de la Copa Chile 2012/13, disputada entre la Universidad de Chile y Universidad Católica, en el Estadio Germán Becker de Temuco.

El miércoles 8 de mayo de 2013 albergó la final de la Copa Chile 2012-13, partido disputado por la Universidad de Chile y Universidad Católica, quienes animaron un nuevo Clásico Universitario; esta vez, por la final de este tradicional torneo de copa, que le da el cupo de Chile 1 en la Copa Sudamericana 2013 al campeón.
El triunfo fue para los azules, que agónicamente derrotaron a los cruzados en el último minuto, con un marcador de 2-1. Los goles de la U fueron anotados por Isaac Díaz (3') y Juan Ignacio Duma (91'), mientras que el empate cruzado lo había marcado Ismael Sosa (13'). Cuando se promediaba la mitad del primer tiempo, fue expulsado Gonzalo Sepúlveda en el cuadro dirigido por Martín Lasarte, por una violenta patada al cuello del jugador laico Gustavo Lorenzetti.
El encuentro fue visto por 17 000 personas en el Germán Becker; y por muchos más a través de televisión, con las transmisiones en vivo por Chilevisión (televisión abierta) y CDF Premium. En los ámbitos de seguridad y organización, el evento fue catalogado como todo un éxito, por parte de las autoridades comunales, regionales y gubernamentales, siendo uno de los mayores logros del plan Estadio Seguro.
| Final Copa Chile 2012-13; 8 de mayo de 2013, 20:00 | Universidad Católica | 1:2                   | Universidad de Chile | Estadio Germán Becker, Temuco (Chile)                      |                                                            |
|                                                    | Sosa 12'             | ( 1:1 - 0:1 ) Reporte | 3' Díaz · 90+1' Duma | Asistencia: 15 650 espectadores Árbitro(s): Eduardo Gamboa | Asistencia: 15 650 espectadores Árbitro(s): Eduardo Gamboa |

### Eliminatorias Rumbo al Mundial de Rugby 2015

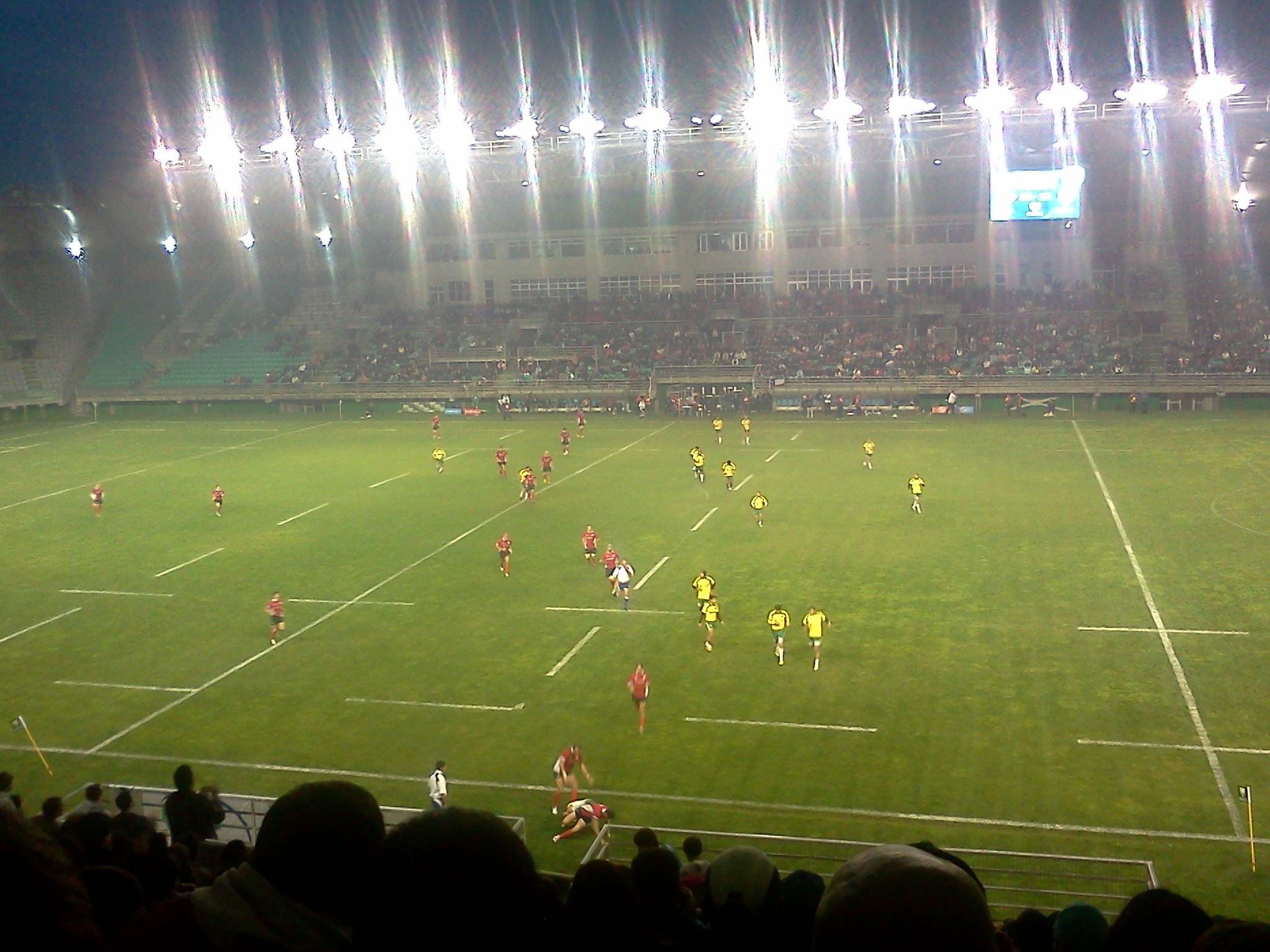
Chile ante Brasil en un duelo clasificatorio al Mundial de Rugby Inglaterra 2015 en el Becker.

El sábado 27 de abril de 2013, la Selección Chilena de Rugby disputa su partido clasificatorio al Mundial de Inglaterra 2015 frente a la Selección de Brasil en la cancha principal del Germán Becker.
Este cotejo queda en la historia por ser el primer encuentro que disputan Los Cóndores en Temuco, siendo así también el primer partido clasificatorio a un mundial de rugby que se disputa en la ciudad. La selección chilena terminó venciendo por 38-22 a la selección brasileña, ante unos 10 000 espectadores que vibraron durante todo el partido y festejaron el triunfo.
El encuentro fue transmitido a más de 20 países del mundo por la cadena internacional ESPN, a través de su señal ESPN+, que emitió en directo desde la ciudad temuquense.
Formación de Chile: 1 Francisco Deformes, 2 Manuel Gurruchaga, 3 Sergio de la Fuente; 4 Matías Cabrera, 5 Pablo Huete; 6 Rolando Pellerano, 7 Benjamín Soto, 8 Rodrigo Tobar (C); 9 Juan Perrota, 10 Francisco Cruz; 11 Mauricio Urrutia, 12 José Larenas, 13 Felipe Bragnier, 14 Francisco Neira, 15 Javier Valderrama. Entrenador: Omar Turcuman.
Formación de Brasil: 1 Lucas Abud, 2 Daniel Danielewicz (C), 3 Jardel Vettorato; 4 Lucas Croffi, 5 Lucas Piero Moraes; 6 João Luiz Da Ros, 7 Matheus Daniel, 8 Diego López; 9 Leandro Castiglioni, 10 Lucas Duque; 11 Lucas Tranquez, 12 Daniel Gregg, 13 Moisés Duque, 14 Gustavo Krahembuhl, 15 Matheus Silva. Entrenador: Scott Robertson.
| 27 de abril 18:00 horas | Chile | 38 - 22 | Brasil                                                                             | Estadio Germán Becker, Temuco, Chile                                |                                                                     |
|                         | José Larenas 2' Javier Valderrama 3' 9' 22' 34' 39' 44' 56' Sergio de la Fuente 38' Rodrigo Tobar 55' Simón Pardakhty 62' | Reporte | Lucas Tranquez 24' Lucas Duque 25' 46' 80' Lucas Croffi 41' Daniel Danielewicz 79' | Asistencia: 9000 espectadores Árbitro(s): Claudio Antonio Argentina | Asistencia: 9000 espectadores Árbitro(s): Claudio Antonio Argentina |

### Junior World Rugby Trophy IRB Chile 2013
En el mismo mes que recibe la final de Copa Chile, alberga el Trofeo Mundial de Rugby Juvenil (en inglés, Junior World Rugby Trophy), también conocido y denominado como el Mundial Sub-20 B de Rugby. Temuco logra ser la sede del evento mundial tras la negativa de la alcaldesa de Antofagasta a un mes de la cita planetaria, de que se use el Estadio Regional Calvo y Bascuñán de Antofagasta.
Por la organización del torneo, una de las canchas alrededor del estadio fue reconstruida para que se juegue Rugby, por esto mismo actualmente el club de Rugby temuquense Rucamanque disputa sus partidos ahí.

#### Partidos en el Becker
Los partidos más importantes de este Mundial Juvenil fueron en el Estadio Bicentenario Germán Becker. También, algunos partidos de este evento fueron jugados en la cancha de la UFRO de Temuco y en las comunas de Pitrufquén y Freire.
Los encuentros que fueron disputados en el Estadio Bicentenario Germán Becker fueron los siguientes:
- Martes 28 de mayo, grupo B:  Tonga 6-24  Canadá

- Martes 28 de mayo, grupo A:  Chile 18-6  Portugal

- Sábado 1 de junio, grupo B:  Tonga 35-20  Uruguay

- Sábado 1 de junio, grupo A:  Chile 6-50  Italia

- Domingo 9 de junio, Final por el 3.er lugar:  Chile -  Japón

- Domingo 9 de junio, Gran Final:  Italia -  Canadá

### Copa América 2015
El 5 de diciembre de 2012, se publicó la lista preliminar de las trece ciudades que aspiraban a ser sedes de Copa América —así como de la Copa Mundial de Fútbol Sub-17 de 2015, que también se disputará en Chile—. La lista definitiva se publicó el 15 de diciembre del mismo año, ratificando a Temuco como sede de la Copa América. Se disputaron 3 partidos en el Germán Becker, 2 por fase de grupos y un cuartos de final.
- Fase de grupos

| 14 de junio de 2015, 18:30 | Brasil                  | 2:1 (1:1) | Perú     | Estadio Germán Becker, Temuco                                       |                                                                     |
|                            | Neymar 4' · Costa 90+1' | Reporte   | 2' Cueva | Asistencia: 16 342 espectadores Árbitro(s): Roberto García (México) | Asistencia: 16 342 espectadores Árbitro(s): Roberto García (México) |

| 21 de junio de 2015, 16:00 | Colombia | 0:0     | Perú | Estadio Germán Becker, Temuco                                         |                                                                       |
|                            |          | Reporte |      | Asistencia: 17 231 espectadores Árbitro(s): Néstor Pitana (Argentina) | Asistencia: 17 231 espectadores Árbitro(s): Néstor Pitana (Argentina) |

- Cuartos de final

| 25 de junio de 2015, 20:30 | Bolivia            | 1:3 (0:2) | Perú                   | Estadio Germán Becker, Temuco                                        |                                                                      |
|                            | Martins 83' (pen.) | Reporte   | 19', 22', 73' Guerrero | Asistencia: 16 872 espectadores Árbitro(s): Wilmar Roldán (Colombia) | Asistencia: 16 872 espectadores Árbitro(s): Wilmar Roldán (Colombia) |

### Supercopa de Chile 2015
El 15 de septiembre de 2015 la Asociación Nacional de Fútbol Profesional de Chile (ANFP) anunció que la versión 2015 de la Supercopa de Chile se jugará en el Germán Becker. A esta competición clasificaron dos equipos: el campeón de Copa Chile 2014-15, Universidad de Concepción, y el campeón del torneo Torneo Apertura 2014, Universidad de Chile; los cuales disputaron el título en un partido único. Finalmente, el 30 de septiembre Universidad de Chile ganó la Supercopa de Chile al imponerse por 2-1 al Campanil en un disputado partido.
| 30 de septiembre de 2015, 20:00 | Universidad de Chile      | 2:1 (1:0) | Universidad de Concepción | Estadio Germán Becker, Temuco                              |                                                            |
|                                 | Suárez 9' · Rodríguez 80' |           | 90' (pen.) Manríquez      | Asistencia: 12 522 espectadores Árbitro(s): Patricio Polic | Asistencia: 12 522 espectadores Árbitro(s): Patricio Polic |

### Regresa la selección: Chile vs Honduras
En septiembre de 2018, se anuncia que la Selección Chilena de Fútbol jugará un partido amistoso ante la Selección de Honduras en la fecha FIFA de noviembre del mismo año. En este encuentro La Roja, dirigida por Reinaldo Rueda, logró una victoria sin contrapeso por 4:1.
Durante la previa del partido, el ambiente en la región estuvo convulsionado por la muerte del comunero Camilo Catrillanca a manos de Carabineros de Chile, que ocurrió 6 días antes de aquel partido. Se pidió un minuto de silencio en honor al comunero, más la ANFP declinó dicha petición por problemas de logística.
Minutos antes del partido, contrariando lo indicado, los seleccionados Chilenos pidieron a sus pares hondureños juntarse en medio de la cancha, y guardar un minuto de silencio por Catrillanca, ganándose el aplauso respetuoso de los asistentes al estadio. Además, el partido contó con el homenaje del seleccionado chileno Jean Beausejour al pueblo mapuche, quien portó en su camiseta su apellido materno, Coliqueo.
El duelo fue transmitido en vivo y en directo a todo Chile por Chilevisión (televisión abierta) y CDF Premium.
| 20 de noviembre de 2018, 22:15 | Chile                                                    | 4:1 (2:1) | Honduras  | Estadio Germán Becker, Temuco                                             |                                                                           |
|                                | Vidal 8', 35' (pen.) · Sánchez 61' · Castillo 84' (pen.) | Reporte   | 40' López | Asistencia: 18 500 espectadores Árbitro(s): Michael Davis Espinoza Valles | Asistencia: 18 500 espectadores Árbitro(s): Michael Davis Espinoza Valles |

### Test Match de Los Cóndores: Rumbo al Mundial de Rugby 2023

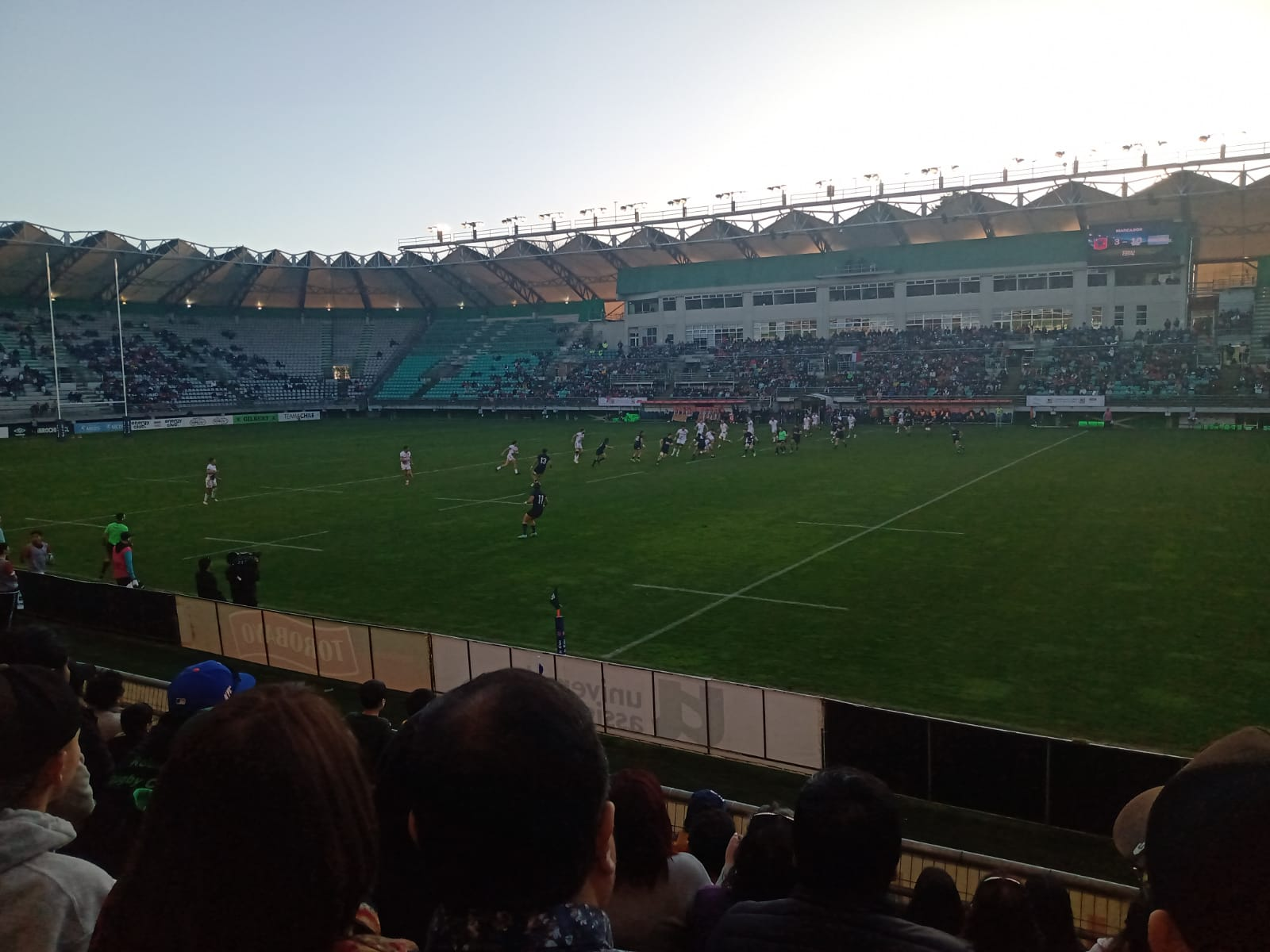
Chile ante Argentina XV en un Test Match con vistas al Mundial de Rugby Francia 2023 en el Becker.

El sábado 26 de agosto de 2023, la Selección Chilena de Rugby disputó un duelo preparatorio con vistas al Mundial de Francia 2023 frente a la Argentina XV en la cancha principal del Germán Becker, en lo que sería el segundo encuentro que Los Cóndores enfrentan en Temuco.
El encuentro fue transmitido a más de 20 países del mundo por la cadena internacional ESPN, además de su señal de streaming Star+ que emitió en directo desde la ciudad temuquense, además sirvió como despedida a la selección chilena, quien viajará a enfrentar su primera participación en un Mundial de Rugby.
Cabe destacar que el evento fue organizado por Fundación Local, organización señalada en el Caso fundaciones, investigada debido a sus vínculos con el gobernador de la Araucanía Luciano Rivas y un posible conflicto de interés.
Formación de Chile: 1. Javier Carrasco, 2. Diego Escobar, 3. Matías Dittus, 4. Santiago Pedrero, 5. Pablo Huete, 6. Martín Sigren (C), 7. Clemente Saavedra, 8. Raimundo Martínez, 9. Lukas Carvallo, 10. Rodrigo Fernández, 11. Franco Velarde, 12. José Ignacio Larenas, 13. Domingo Saavedra, 14. Santiago Videla, 15. Iñaki Ayarza. Entrenador: Pablo Lemoine.
Formación de Argentina XV: 1. Javier Corvalán, 2. Boris Wenger, 3. Facundo Pomponio, 4. Lautaro Simes, 5. Federico Lavanini, 6. Nicolás D'Amorim, 7. Lorenzo Colidio, 8. Rodrigo Fernández Criado, 9. Rafael Iriarte, 10. Joaquín de la Vega Mendía (C), 11. Mateo Soler, 12. Luciano González Rizzoni, 13. Juan Pablo Castro, 14. Iñaki Delguy, 15. Julián Hernández. Entrenador: Ignacio Fernández Lobbe.
| 26 de agosto de 2023, 17:00 horas | Chile                                                                                                  | 26 - 28 | Argentina XV | Estadio Germán Becker, Temuco, Chile                            |                                                                 |
|                                   | Santiago Videla 4' (pen.) 25' (pen.) 33' (pen.) 65' (pen.) Rodrigo Fernández 38' Raimundo Martínez 46' | Reporte | Iñaki Delguy 11' Joaquín de la Vega Mendía 18' (pen.) 30' (pen.) 44' (pen.) Juan Pablo Castro 60' Ramiro Gurovich 72' | Asistencia: 14000 espectadores Árbitro(s): Frank Murphy Irlanda | Asistencia: 14000 espectadores Árbitro(s): Frank Murphy Irlanda |

### Partidos por competiciones internacionales
El Estadio Germán Becker ha recibido 3 partidos por competiciones continentales, el primero durante la Copa Sudamericana 2015, donde Universidad de Concepción trasladó su localía desde Concepción, debido a la imposibilidad de disponer de los estadios Ester Roa Rebolledo y CAP de Talcahuano, por lo que recibió al conjunto paraguayo de Nacional, cayendo derrotado por 3 goles a 1; mientras que los dos siguientes fueron por la Copa Sudamericana 2018, en donde Deportes Temuco recibió al Estudiantes de Mérida venezolano, a quien derrotó por 2-0, y en la segunda fase al San Lorenzo argentino derrotándolo por 1-0, quedando eliminado de dicha copa.
| 20 de agosto de 2015, 18:30 (UTC-3) | Universidad de Concepción | 1:3 (0:1) | Nacional                                      | Estadio Germán Becker, Temuco                           |                                                         |
|                                     | Manríquez 86' (pen.)      | Reporte   | 33' Riveros · 77' Montenegro · 90+2' Argüello | Asistencia: 2084 espectadores Árbitro(s): José Buitrago | Asistencia: 2084 espectadores Árbitro(s): José Buitrago |

| 9 de mayo de 2018, 19:45 (UTC-3) | Deportes Temuco                 | 2:0 (1:0) | Estudiantes de Mérida | Estadio Germán Becker, Temuco                               |                                                             |
|                                  | Riquero 5' · Canío 90+2' (pen.) | Reporte   |                       | Asistencia: 10 075 espectadores Árbitro(s): Gustavo Murillo | Asistencia: 10 075 espectadores Árbitro(s): Gustavo Murillo |

| 15 de agosto de 2018, 19:30 (UTC-3) | Deportes Temuco | 1:0 (0:0) | San Lorenzo | Estadio Germán Becker, Temuco                           |                                                         |
|                                     | Donoso 90+3'    | Reporte   |             | Asistencia: 15 324 espectadores Árbitro(s): Carlos Orbe | Asistencia: 15 324 espectadores Árbitro(s): Carlos Orbe |

## Conciertos
| Fecha                   | Artista o banda                      | Notas                                   |
| ----------------------- | ------------------------------------ | --------------------------------------- |
| 23 de febrero de 1987   | Soda Stereo                          | Gira Signos                             |
| 24 de febrero de 1991   | Los Prisioneros Sol y Lluvia         | Gira Corazones —                        |
| 18 de marzo de 1992     | Silvio Rodríguez                     | —                                       |
| 23 de noviembre de 1996 | Illapu                               | —                                       |
| 27 de noviembre de 1999 | Luis Miguel                          | Amarte es un placer Tour                |
| 25 de enero de 2000     | Chayanne                             | Atado a tu amor Tour                    |
| 18 de abril de 2001     | Attaque 77 Chancho en Piedra Los Mox | Mega evento Semana mechona UFRO         |
| 12 de febrero de 2002   | Cristian Castro                      | —                                       |
| 21 de marzo de 2002     | Los Prisioneros                      | Gira de reencuentro de Los Prisioneros  |
| 9 de noviembre de 2006  | Marcos Witt                          | —                                       |
| 16 de febrero de 2007   | Los Jaivas                           | —                                       |
| 18 de noviembre de 2009 | Marco Antonio Solís                  | —                                       |
| 1 de septiembre de 2010 | Daddy Yankee                         | Mundial Tour                            |
| 28 de febrero de 2014   | Los Bunkers Los Jaivas               | 133° aniversario de la ciudad de Temuco |
| 1 de marzo de 2014      | Américo Natalino                     | 133° aniversario de la ciudad de Temuco |
| 18 de febrero de 2023   | Cris Mj                              | 142° aniversario de la ciudad de Temuco |
| 19 de febrero de 2023   | Chico Trujillo                       | 142° aniversario de la ciudad de Temuco |
| 25 de febrero de 2023   | Chancho en Piedra Joe Vasconcellos   | 142° aniversario de la ciudad de Temuco |

## Características

### Localización
Está emplazado en un parque de hermosa belleza natural, el cual además cuenta con canchas de fútbol, rugby, tenis, basketball, juegos infantiles, áreas verdes y una piscina olímpica. Dentro del parque se encuentran las canchas de pasto sintético del complejo deportivo de la Productora M11. En julio de 2018, la Municipalidad de Temuco comenzó la construcción de 4 canchas de Tenis de pista dura, y tras un receso por la Pandemia de COVID-19, siendo inauguradas en junio de 2021. Son 4 canchas de carpeta de superficie rápida, una cancha techada, además de contar con camarines, iluminación, y butacas individuales para el público. El complejo es sede del Challenger de Temuco.
A un costado del parque se encuentran también el Teatro Municipal de Temuco y la Escuela Artística Municipal Armando Dufey Blanc, convirtiendo el lugar en un gran parque deportivo, recreativo, educativo y cultural.